# Rodina Mannových

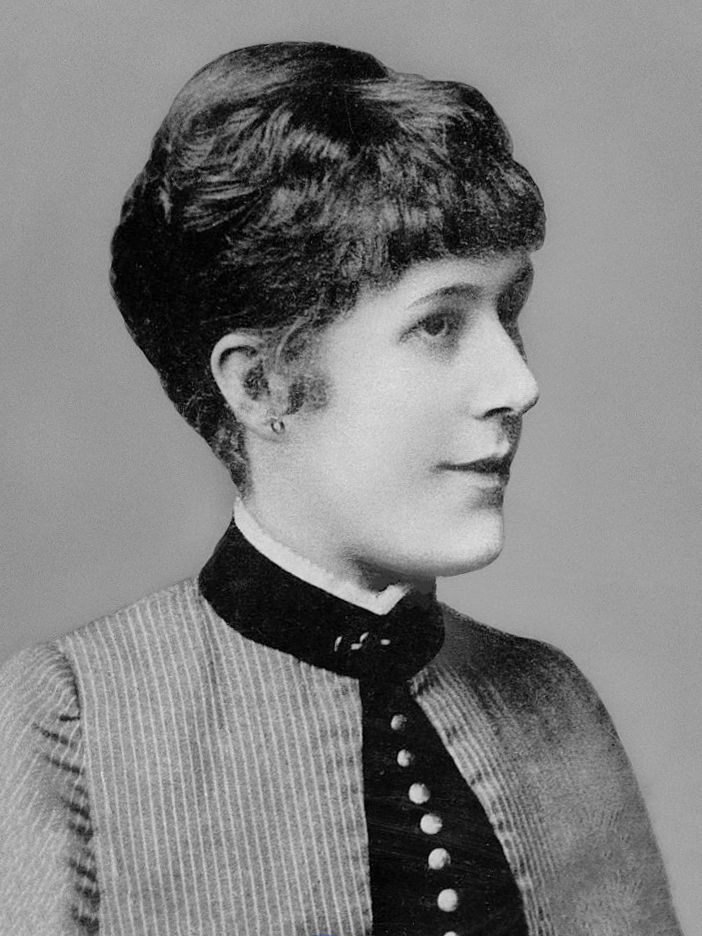
Júlia Mann, roz. da Silva-Bruhns (1851–1923), matka Heinricha a Thomase Manna v roce cca 1875

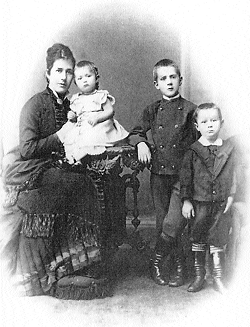
Rodina Mannových kolem roku 1880 (Júlia Mann se svojí dcerou Júlií, syny Heinrichem a Thomasem)

Rodina Mannů je německá rodina spisovatelů a intelektuálů, jejímž těžištěm je manželství pozdějšího nositele Nobelovy ceny Thomase Manna (bratra Heinricha Manna), pocházejícího z lübecké patricijské rodiny, s Katiou Mann Pringsheim, dcerou židovského profesora matematiky v Mnichově.
Po převzetí moci nacisty museli Mannové opustit Německo. České město Proseč u Skutče udělilo osmi členům rodiny domovské právo, díky tomu mohli získat československou státní příslušnost. Thomas Mann byl československým státním příslušníkem v letech 1936–1944, Heinrich Mann jím byl až do své smrti r. 1950.
Prostřednictvím sňatku s Carlou Henriettou Marií Leonie Mann se do rodiny dostal i český spisovatel Ludvík Aškenazy.

## Rodina Mannů
1. Johann Siegmund Mann (1797–1863)
  1. Elisabeth Mann (1838–1917), Tony Buddenbrook, teta Heinricha a Thomase

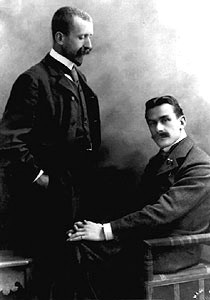
Bratři Mannové

  2. Bratři MannovéThomas Johann Heinrich Mann (1840–1891) — lübecký obchodník a Julia da Silva-Bruhns (1851–1923) — manželka
    1. Heinrich Mann ! (1871–1950) — spisovatel, bratr Thomase; první manželství s Marií Kanovou (rozvod 1930), druhé s Nelly Kröger
      1. Carla Maria Henriette Leonie Mann (1916–1986) a Ludvík Aškenazy (1921–1986), český spisovatel
        1. Jindřich Mann (* 1948) režisér
        2. Ludvik Mann (* 1956) filmař

    2. Thomas Mann ! (1875–1955) — bratr Heinricha a nositel nobelovy ceny a Katja Mann (1883–1980) — manželka
      1. Erika Mann ! (1905–1969) — spisovatelka, kabaretistka
      2. Klaus Mann ! (1906–1949) — spisovatel
      3. Golo Mann ! (1909–1994) — historik, spisovatel
      4. Monika Mann ! (1910–1992) — spisovatelka
      5. Elisabeth Mann-Borgese ! (1918–2002) — zabývala se mořským právem, ekoložka, spisovatelka
      6. Michael Mann (1919–1977) — hudebník und literární vědec
        1. Fridolin Mann ! (* 1940) — psycholog a spisovatel

    3. Julia Elisabeth Therese Mann (1877–1927), zvaná Lula
    4. Carla Augusta Olga Maria Mann (1881–1910) — herečka
    5. Carl Victor Mann (1890–1949) — nejmladší bratr Thomase; jako jediný člen rodiny Mannů strávil dobu nacizmu v Německu

  3. Olga Maria Mann (1845–1886)
  4. Friedrich Mann (1847–1926/27), Christian Buddenbrook, strýc Heinricha und Thomase

Vykřičníkem jsou označeni členové rodiny, kteří se výrazněji proslavili. Řada členů rodiny v grafu chybí, jsou zahrnuti jenom ti významnější a známější.

## Ostatní
- film Die Manns – Ein Jahrhundertroman Heinricha Breloera; 2001